# Kanada na Zimních olympijských hrách 1928
Kanada se účastnila Zimní olympiády 1928. Zastupovalo ji 23 sportovců (20 mužů a 3 ženy) v 6 sportech.

## Medailisté
| Medaile | Jméno | Sport       | Soutěž      |
| ------- | --- | ----------- | ----------- |
| Zlato   | Charles Delahay Frank Fisher Louis Hudson Norbert Mueller Herbert Plaxton Hugh Plaxton Roger Plaxton John Porter Frank Sullivan Joseph Sullivan Ross Taylor Dave Trottier | Lední hokej | Turnaj mužů |